# John Meade Falkner
Pour les articles homonymes, voir Falkner (homonymie).
John Meade Falkner est un romancier et poète anglais, né le 8 mai 1858 à Manningford dans le Wiltshire (en Angleterre) et mort le 22 juillet 1932 à Durham (Angleterre). Plus connu pour son roman Moonfleet, paru en 1898, il est également un homme d'affaires talentueux, en tant que directeur de la firme d'armement Armstrong Whitworth durant la Première Guerre mondiale.

## Biographie
Né à Manningford Bruce, Wiltshire, il a grandi à Dorchester et Weymouth, puis a suivi des études d'archéologie, de paléographie, d'histoire médiévale et d'héraldique au Marlborough College et au Hertford College d'Oxford, obtenant un diplôme d'Histoire en 1882.
Après Oxford, il a brièvement enseigné à la Derby School, puis est devenu à Newcastle précepteur des enfants de Sir Andrew Noble, qui dirigeait alors la firme Armstrong, une des plus importantes manufactures d'armes au monde. Falkner finit par lui succéder au poste de directeur en 1916.
Lors de ses voyages d'affaires à travers le monde pour la firme d'armement Armstrong Whitworth, il rapporte des antiquités de toutes sortes. Il profite aussi de ses longs voyages en train pour écrire des livres. Il quitte son poste de directeur en 1921 et devient Honorary Reader en paléographie à l'université de Durham, ainsi que Honorary Librarian à la Dean and Chapter Library. Falkner finit ses jours comme conservateur honoraire du musée de Durham.
Il a publié des poèmes et surtout trois romans, dont le roman d'aventure Moonfleet (1898). De ce roman d'aventure, Fritz Lang tirera un film, Les Contrebandiers de Moonfleet, en 1955. Il existe de nombreuses différences entre l'intrigue du roman et celle du film. Moonfleet a par ailleurs fait l'objet d'une libre adaptation en bande dessinée par Rodolphe et Hé (Moonfleet t. 1 : La Crypte des Mohune, éditions Robert Laffont, 8 novembre 2007)
Falkner a également fait paraître une histoire du Oxfordshire, ainsi que des guides topographiques sur l'Oxfordshire, Bath et le Berkshire.

## Œuvres

### Romans
- 1895 : The Lost Stradivarius (Le Stradivarius perdu), 296 pages, William Blackwood & Frères, Édimbourg • réédition : avec une introduction de G. M. Young et une note de Sir Edmund Craster, Oxford University Press, Londres, 1954
- 1898 : Moonfleet, 305 pages, éd. Edward Arnold, Londres
- 1903 : The Nebuly Coat[2] (Le Blason de Lord Blandamer), 372 pages, éd. Edward Arnold , Londres • rééditions : J. Murray, Londres, 1919 / avec une introduction de G. M. Young et une note de Sir Edmund Craster, Oxford University Press, Londres, 1954

### Autres publications
- 1896 : A Midsummer Night's Marriage, nouvelle, in National Review, août 1896 • réédition, avec une introduction d'Alan Bell], ill. de Jonathan Clarke, Tragara Press, Édimbourg, 1977
- 1899 : Popular county histories. A history of Oxfordshire, 327 pages, E. Stock, Londres
- 1902 : Handbook for Berkshire, 143 pages, E. Stanford, Londres
- 1916 : Charalampia, conte philosophique, in Cornhill Magazine, décembre 1916 • réédition, avec une introduction d'Alan Bell], ill. de Jonathan Clarke, Tragara Press, Édimbourg, 1977
- 1918 : Bath in History and Social Tradition
- 1925 : A History of Durham Cathedral Library, with an Additional Chapter on some Late Durham Bibliophiles

### Publication posthume
- 1993 : Temenos: seven poems, poésie, choix et introduction par David Burnett, ill. Angela Lemaire, 37 pages, Éd. Tragara Press et Loanhead, Édimbourg

### Traductions en français
- 1952 : Le Diamant de Barbenoire (Moonfleet ), traduction Denise Meunier, ill. de Goor, 218 pages, Flammarion
- 1958 : Les Contrebandiers de Moonfleet (Moonfleet) traduit de l'anglais par Pierre Courtier, collection Marabout, 212 pages, Gérard et Cie, Verviers
- 1981 : Les Contrebandiers de Moonfleet (Moonfleet), traduction par Jeanne Bouniort, 252 pages, Nathan,  (ISBN 2-09283-412-6)
- 1989 : Moonfleet, traduction par Florence Herbulot, 249 pages, Éditions Phébus,  (ISBN 2-85940-122-9). Première traduction intégrale[1]
- 1990 : Moonfleet, traduction par Noël Chassériau, ill. de Rozier-Gaudriault, , collection Folio Junior, 338 pages, Gallimard jeunesse  (ISBN 2-07033-509-7)
- 1993 : Le Stradivarius perdu (The Lost Stradivarius), traduction par Michel Desforges, 159 pages, éditions Joëlle Losfeld,  (ISBN 2-90990-607-8)
- 1994 : Le Blason de Lord Blandamer (The Nebuly Coat) trad. de l'anglais par Bernard Kreise, 384 pages, éditions Joëlle Losfeld,  (ISBN 978-2-90990-628-7)
- 1995 : Le Mariage d'une nuit d'été suivi de Charalampia (A Midsummer Night's Marriage and Charalampia), contes, trad. de l'anglais par Philippe Meyniel, 96 pages, éditions Joëlle Losfeld,  (ISBN 978-2-90990-638-6)
- 1995 : Le Stradivarius perdu (The Lost Stradivarius), trad. de l'anglais par Michel Desforges, coll. Rivages poche - Bibliothèque étrangère, 159 pages, Rivages,  (ISBN 2-86930-879-5)
- 1998 : Moonfleet, traduction par Florence Herbulot, préf. de Michel Le Bris, Coll. Libretto, 249 pages, Éditions Phébus,  (ISBN 978-2-8594-0517-5).
- 2004 : Le Blason de Lord Blandamer (The Nebuly Coat) trad. de l'anglais par Bernard Kreise, coll. Rivages poche - Bibliothèque étrangère, 448 pages, Rivages,,  (ISBN 978-2-74361-259-7)
- 2009 : Moonfleet, traduction par Noël Chassériau, ill. de Rozier-Gaudriault, , collection Folio Junior, 350 pages, Gallimard jeunesse  (ISBN 978-2-07062-6113)
- 2012 : Moonfleet, traduction par Florence Herbulot, préf. de Michel Le Bris, Coll. Libretto, 272 pages, Éditions Phébus,  (ISBN 978-2-75290-812-4).